# Тельнюк Станіслав Володимирович
Станісла́в Володи́мирович Тельню́к (26 квітня 1935, Іскрівка — 31 серпня 1990, Київ) — український поет, прозаїк і літературний критик. Батько українських співачок Лесі і Галі Тельнюк, учасниць дуету «Сестри Тельнюк».

## Життєпис
Народився 26 квітня 1935 року в селі Іскрівці (зняте з обліку 1973 року) Якимівського району Запорізької області в родині агронома. Прізвище його батька було Тельнюк-Демірскі-Адамчук. Він був великим оригіналом, мав чотирьох дітей і дав їм різні прізвища. Тому Станіслав, який був старшим сином, його рідний брат Тельнюк-Адамчук, і сестри мали різні частини цього прізвища.
Володимир Тельнюк-Адамчук став відомим математиком і астрономом, директором Астрономічної обсерваторії Київського національного університету імені Тараса Шевченка.
В 1954 році Станіслав Тельнюк закінчив Переяслав-Хмельницьке педагогічне училище; в 1959 році — Київський університет. В 1962–1966 роках працював у редакції газети «Літературна Україна», далі відповідальний секретар Комісії критики та теорії літератури Спілки письменників України.
У 1976–1977 роках працював на будівництві Байкало-Амурської магістралі.
Лауреат Республіканської комсомольської премії імені Миколи Островського за 1984 рік.
Співініціатор і співзасновник масового політичного об'єднання «Народного руху України за перебудову».

Могила Станіслава Тельнюка

Помер в Києві 31 серпня 1990 року. Похований на Байковому кладовищі (ділянка № 52).

## Творчість
Друкувався з 1952 року. Видав 8 збірок поезій, зокрема «Леґенда про будні» (1963), «Залізняки» (1966), «Опівнічне» (1972), «Робота» (1976), «Мить» (1985); повісті «Туди, де сонце сходить» (1967), «Грає синє море» (1971); літературно-критичний нарис «Червоних сонць протуберанці» (1968); працював також як перекладач, перекладав з 15 мов (зокрема з кількох тюркських мов).
У 1960-х роках у самвидаві були поширені сатиричні поезії Станіслава Тельнюка проти русифікації.

## Увічнення пам'яті
На честь Станіслава Тельнюка названий астероїд головного поясу 7632 Станіслав, відкритий 20 жовтня 1982 року українським астрономом Людмилою Карачкіною.(англ.) Астероїд з наступним номером — 7633 Володимир, відкритий нею ж наступного дня, отримав ім'я брата Станіслава Тельнюка — Володимира.(англ.)
В журналі «Перець» № 10 за 1985 р. розміщено дружній шарж А.Арутюнянца, присвячений 50-річчю митця.
У 2024 році його згадано в мюзіклу "Ти (Романтика)".